# Prosopis reptans
El mastuerzo o retortuño (Prosopis reptans) es una especie arbustiva perteneciente al género de fabáceas Prosopis. Habita en el centro-sur de Sudamérica.  

## Distribución
Se distribuye en regiones cálidas y áridas desde el Perú hasta la Argentina. Habita en comunidades halófitas en el borde mismo de los salares, soportando incluso suelos con pequeñas costras salinas.
En Chile está representada por una variedad propia: Prosopis reptans var. chilensis Zöllner & Olivares, 2001.
En ese país la especie sobrevive en solo 3 poblaciones, todas en la Región de Atacama: 
- En el valle inferior del río Copiapó, a 30 m del lado norte de la ruta 5 norte (km 837).
- En el valle inferior del río Copiapó, a 1 km de la ruta 5 norte (km 842).
- En la ribera norte del río Huasco, en Huasco Alto, bajo el embalse Santa Juana.

## Características
Es un arbusto espinoso, de 1 m de altura. Posee ramas subterráneas y rizomas o raíces gemíferas horizontales. Los frutos son legumbres cilíndricas anilladas (con más de 19 anillos regulares), de color amarillo-amarronado, con una longitud de 5 cm y un ancho de 7 mm.

## Taxonomía
Prosopis reptans fue descrito en el año 1841 por el botánico inglés George Bentham.
Etimología
Etimológicamente, el nombre genérico Prosopis proviene del griego antiguo y podría significar ‘hacia la abundancia’ ("pros" = ‘hacia’ y "Opis" = ‘diosa de la abundancia y la agricultura’). El nombre específico reptans es un epíteto latino que significa 'rastrero'. 